# 2021년 북인도양 저기압
이 문서에서는 2021년에 발생하는 열대저압부들의 활동에 대해 기록하고 있다.
| 이전 2020년 | 열대저압부 정보 2021년 | 다음 2022년 |

## 같이 보기
- 2021년 북인도양 사이클론